# Les Vacances du petit Nicolas (film)
Pour les articles homonymes, voir Le Petit Nicolas (homonymie).
Série
 Le Petit Nicolas
(2009) Le Trésor du Petit Nicolas
(2021)
Pour plus de détails, voir Fiche technique et Distribution.
Les Vacances du petit Nicolas est une comédie familiale française coécrite et réalisée par Laurent Tirard, sortie en 2014.
Il fait suite à la première adaptation des nouvelles écrites par René Goscinny et illustrées par Sempé, sortie en 2009. En 2021, une suite est sortie ; Le Trésor du Petit Nicolas.

## Synopsis
Nicolas part en vacances avec ses parents et sa grand-mère. Entre les filles et ses copains, les vacances de Nicolas sont des plus amusantes. D'autant plus que Nicolas est toujours prêt à faire deux ou trois bêtises.

## Fiche technique
- Titre original : Les Vacances du Petit Nicolas
- Réalisation : Laurent Tirard
- Scénario, adaptation et dialogues : Laurent Tirard et Grégoire Vigneron, collaboration au scénario Jaco Van Dormael, d'après l'œuvre et les personnages créés par René Goscinny et Jean-Jacques Sempé
- Musique : Éric Neveux
- Direction artistique : Bruno Via et Etienne Rohde
- Décors : Françoise Dupertuis
- Costumes : Pierre-Jean Larroque
- Photographie : Denis Rouden
- Son : Damien Lazzerini, Cyril Holtz, Eric Devulder, François Fayard, Clément Trahard
- Montage : Valérie Deseine
- Production : Olivier Delbosc et Marc Missonnier
  - Direction générale : Laurence Clerc
  - Production déléguée : Christine De Jekel
  - Production associée : Genevieve Lemal
- Sociétés de production[1] :
  - France : Fidélité Films, en coproduction avec M6 Films et Saint Sébastien Froissart, avec la participation de Canal+, Orange Cinéma Séries, M6 et W9, en association avec Wild Bunch, CN3 Productions et Chaocorp Développement
  - Belgique : Scope Pictures (non crédité), avec le soutien de la Tax shelter du Gouvernement Fédéral Belge
- Sociétés de distribution[2] : Wild Bunch Distribution (France) ; Cinéart (Belgique) ; Métropole Films Distribution (Québec) ; Pathé Films AG (Suisse romande)
- Budget : 24 475 992 €[3]
- Pays de production :  France
- Langue originale : français
- Format[4] : couleur - DCP Digital Cinema Package - 1,85:1 (Panavision) - son Dolby Digital
- Genre : comédie familiale
- Durée : 97 minutes
- Dates de sortie[5] :
  - France, Belgique, Suisse romande, Québec : 9 juillet 2014[6],[7],[8]
- Classification[9] :
  - France : tous publics (conseillé à partir de 8 ans)[10],[11]
  - Belgique : tous publics (Alle Leeftijden)[6]
  - Suisse romande : interdit aux moins de 6 ans[12]
  - Québec : tous publics (G - General Rating)[8]

## Distribution
- Mathéo Boisselier : Nicolas
- Valérie Lemercier : la mère de Nicolas
- Kad Merad : le père de Nicolas
- Dominique Lavanant : Mémé
- Bouli Lanners : M. Bernique
- Judith Henry : Mme Bernique
- Erja Malatier : Isabelle, la fille des Bernique
- Luca Zingaretti : Massimo Maccini, le producteur de cinéma italien
- François-Xavier Demaison : Le Bouillon
- Francis Perrin : le directeur de l'école
- Daniel Prévost : M. Moucheboume, le patron du père de Nicolas
- Christian Hecq : le colonel
- Anne-Lise Kedvès : la femme du colonel
- Bruno Lochet : M. Leguano, le gérant-réceptionniste de l'hôtel
- Fabienne Galula : Mme Leguano
- Lionel Abelanski : l'architecte
- Jean-Michel Lahmi : le patron de la buvette
- Chann Aglat : Marie-Edwige
- Hugo Sepulveda : Fructueux
- Simon Bouvier : Blaise
- Rémi Lardy : Crépin
- Marius Audibert : Djodjo
- Clément Burguin : Côme
- Julie Engelbrecht : La jeune Allemande

## Production

### Choix des interprètes
- Dans le rôle-titre, Mathéo Boisselier remplace Maxime Godart, qui avait incarné le petit Nicolas dans la précédente adaptation.
- Le rôle de la grand-mère de Nicolas devait être interprété par Bernadette Lafont. Décédée au début du tournage, elle est remplacée par Dominique Lavanant.
- Dans le premier film, le rôle du directeur de l'école était interprété par Michel Duchaussoy ; celui-ci étant décédé en 2012, c'est Francis Perrin qui reprend le rôle dans ce second volet. Des dédicaces apparaissent successivement au début du film en hommage à ces deux personnes.

### Tournage

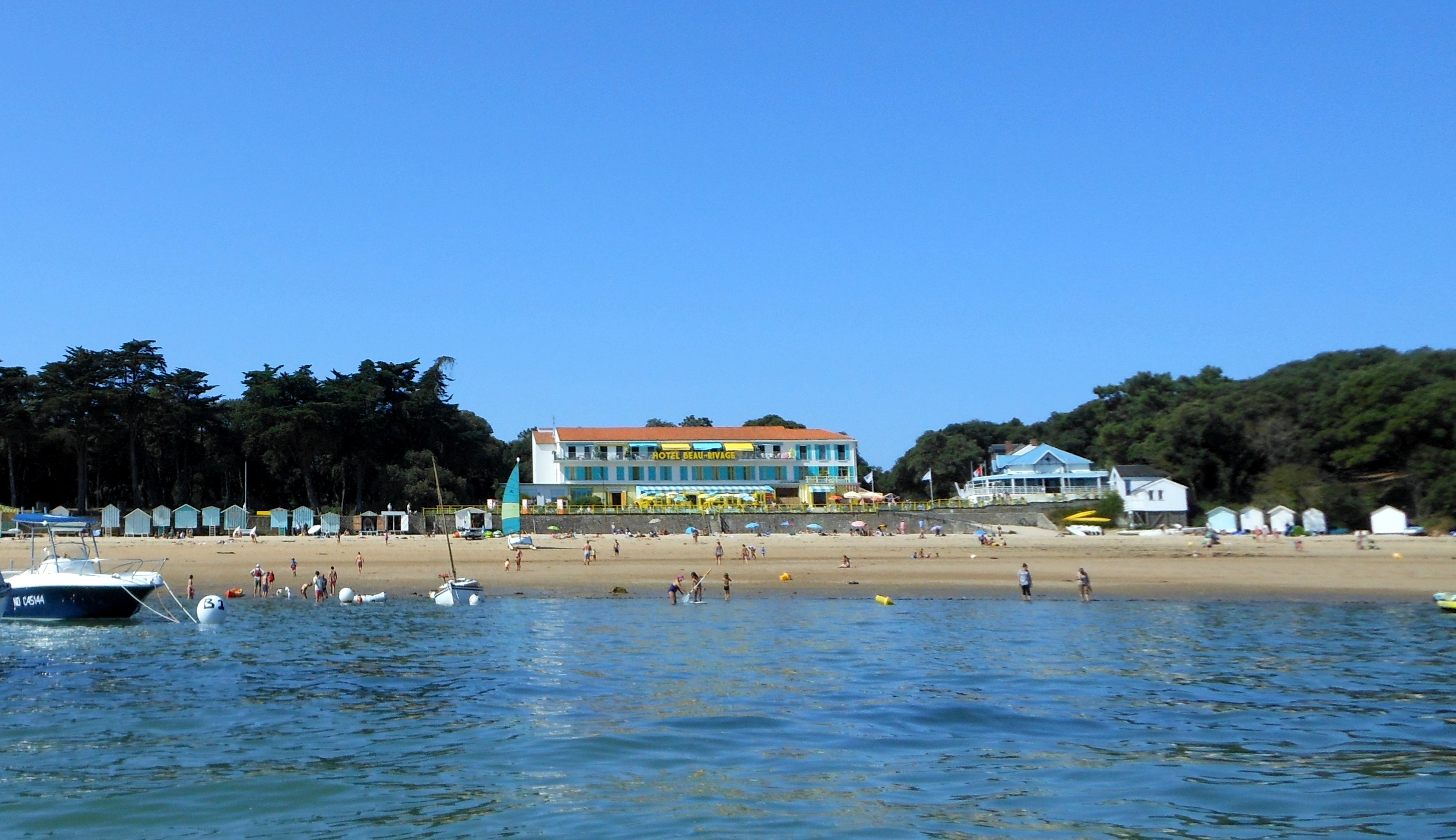
Vue de la plage des Dames en août 2013, lors du tournage du film.

Les premières scènes du film ont été tournées au lycée Chaptal à Paris ; le film a été en grande partie tourné sur l'île de Noirmoutier, en Vendée, plus exactement à la plage des Dames. Trois scènes ont été prises à l'île d'Yeu : la plage des Soux, le Vieux Château et le Port de la Meule (scène coupée),. Plusieurs courtes séquences ont été tournées à Saint-Palais-sur-Mer, près de Royan, en Charente-Maritime, sur la plage du Bureau et la plage du Platin.
Les scènes du fort ont été tournées au fort de Cormeilles en Parisis, dans le Val d'Oise.

## Accueil

### Accueil critique
Le film reçoit des critiques mitigées. Allociné lui accorde une note de 2,9 / 5 (presse) et 2,5 / 5 (spectateurs).

### Box-office
- France : 2 427 951 entrées[17]

## Analyse